# یاسونوبو ماتسوکا
یاسونوبو ماتسوکا (انگلیسی: Yasunobu Matsuoka؛ زادهٔ ۲ مهٔ ۱۹۸۶) بازیکن فوتبال اهل ژاپن است.
از باشگاه‌هایی که در آن بازی کرده‌است می‌توان به باشگاه فوتبال گامبا اوساکا اشاره کرد.